# Maurepas (rivière)
Pour les articles homonymes, voir Maurepas.
Le Maurepas est un affluent du Fusain coulant dans le département français du Loiret et un affluent du Fusain donc un sous-affluent de la Seine par le Loing.

## Géographie
La longueur de son cours d'eau est de 19,4 km.
Elle prend naissance au niveau de la commune de Montliard et se jette dans le Fusain à Sceaux-du-Gâtinais.

## Communes traversées
Dans le seul département du Loiret, le Maurepas traverse les huit communes suivantes dans le sens amont vers aval:
- Montliard, Fréville-du-Gâtinais, Saint-Loup-des-Vignes, Mézières-en-Gâtinais, Juranville, Lorcy, Bordeaux-en-Gatinais, Corbeilles, Sceaux-du-Gâtinais

## Affluent
le Maurepas a deux affluents référencés:
- la bouville, 8,2 km
- la Rolande, 12,4 km

## Écologie
Le Maurepas a deux stations qualité situées à Lorcy et Corbeilles.